# Struthio wimani
Struthio wimani je izumrla prapovijesna ptica neletačica iz roda nojeva, reda nojevki. Ovaj noj živio je u ranom pliocenu. Njegovi fosili nađeni su u Kini i Mongoliji. Zbog toga što postoje samo njegovi fosili, ne zna se mnogo podataka o njemu.